# 密涅瓦大厦
密涅瓦大厦，是印度孟买的一座摩天大樓，高301公尺、78層樓，於2011年動工、于2023年完工，是印度第一高摩天大楼。